# Carl Carlson
Carl Carlson er en fiktiv figur i den animerede tv-serie The Simpsons. Lenny Leonard og Homer Simpson er hans bedste venner, samt arbejdskollegaer på det lokale atomkraftværk. Han  hænger ud på det lokale værtshus Moe's Tavern.
Hans stemme er indtalt af Hank Azaria.